# Otto Wiemer
Otto Wiemer (* 27. Januar 1868 in Tilsit; † 11. Februar 1931 in Berlin) war Jurist, Publizist und ein führender liberaler Politiker am Ende des Deutschen Kaiserreiches.
Wiemer studierte von 1886 bis 1889 Rechtswissenschaften an der Friedrich-Wilhelm-Universität zu Berlin und promovierte 1890 zum Dr. jur. Er war als volkswirtschaftlicher und politischer Publizist tätig. Im Jahr 1903 wurde er Syndikus der Papierverarbeitungsgenossenschaft Berlin und später Verwaltungsdirektor.
Wiemer war seit 1908 unbesoldeter Stadtrat in Berlin und seit 1920 Stadtältester. Er war Anhänger von Eugen Richter und war zwischen 1908 und 1910 Vorsitzender des geschäftsführenden Ausschusses der Freisinnigen Volkspartei, später von 1912 bis 1918 auch von deren Nachfolgeorganisation, der Fortschrittlichen Volkspartei.
Zwischen 1898 und 1918 war er Mitglied im Reichstag und war zeitweise Fraktionsvorsitzender der Fortschrittlichen Volkspartei (ab 1912 für den Reichstagswahlkreis Großherzogtum Oldenburg 2). In derselben Zeit war er auch Mitglied im Preußischen Abgeordnetenhaus. Nach der Novemberrevolution gehörte er zu der Gruppe der Partei, die sich der Deutschen Volkspartei anschloss. Seit 1921 bis zu seinem Tod war Wiemer Mitglied des preußischen Landtages und seit 1924 Vizepräsident des Hauses.